# Kessenicher Bergfriedhof

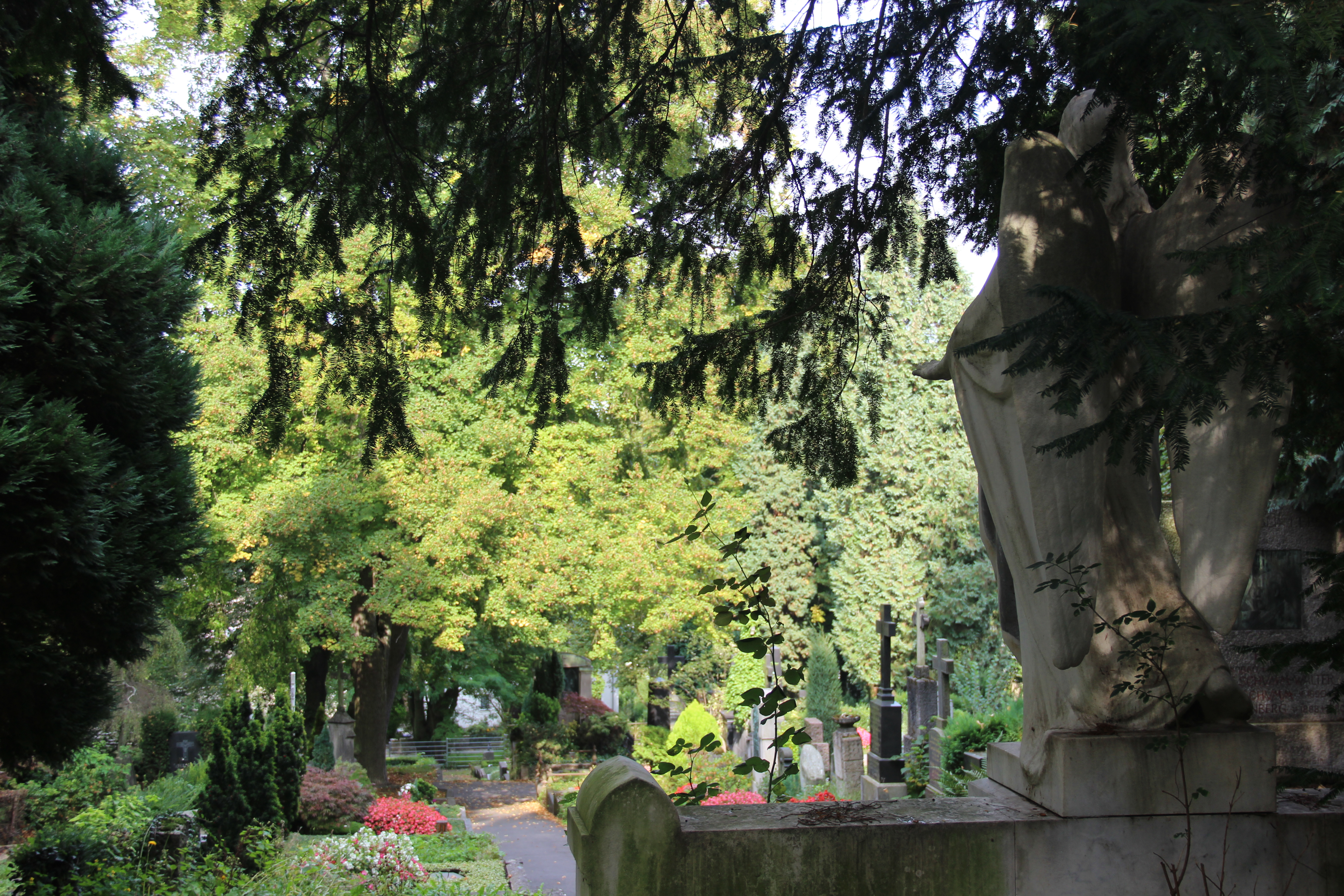
Der Kessenicher Bergfriedhof im Spätsommer 2014

Der Kessenicher Bergfriedhof (auch: Neuer Kessenicher Friedhof) befindet sich am Ende der Straße Am Buchenhang am Rand des Bonner Ortsteils Kessenich. Unterhalb des Friedhofs endet die Gregor-Mendel-Straße. Wegen seiner Lage am Osthang des Venusberges trägt er die Bezeichnung „Bergfriedhof“.
Der Friedhof wurde 1893 nach Schließung des rund 400 Meter entfernten Alten Kessenicher Friedhofs an der Nikolausstraße eröffnet. Der Friedhof mit seinem geschützten Baumbestand ist Ruhestätte vieler Bonner Persönlichkeiten; besonders viele Professoren der Bonner Universität sind hier bestattet. Teilweise sind Grabstellen prunkvoll ausgestaltet. Die 17.000 Quadratmeter große Anlage ist durch einen Zaun eingegrenzt und verfügt über eine Aussegnungskapelle aus dem Jahr 1960. Der Friedhof steht als Baudenkmal unter Denkmalschutz.

## Grabstätten bekannter Personen
- Friedrich von Bezold (1848–1928), Historiker[3]
- Bernhard Custodis (1876–1951), Pfarrer[4]
- Sebastian Dani (1899–1985), Stadtdirektor von Bonn[5]
- Franz Johann Guilleaume (1848–1914), Unternehmer[1]
- Eduard Hegel (1911–2005), Kirchenhistoriker
- Walther Holtzmann (1891–1963), Historiker[6]
- Therese Körner (1901–1994), Gründungsmitglied der Bonner CDU, Stadtverordnete (1946–1964)[7]
- Gustav Krukenberg (1888–1980), SS-General
- Jan Loh (1931–2018), Bonner Original[8]
- Hermann Pörzgen (1905–1976), Journalist
- Johannes Justus Rein (1835–1918), Geograph
- Theodor Saemisch (1833–1909), Ophthalmologe[9]
- Aloys Schulte (1857–1941), Historiker[6]
- Karl Sell (1845–1914), Kirchenhistoriker[1]
- Werner Stürmer (1925–1988), Künstler
- Friedrich Karl Vialon (1905–1990), Jurist und Staatssekretär[10]

## Trivia
- Im Krimi „Schnapspralinen“ der Autorin Sabine Trinkaus aus dem Jahr 2015 wird der Mord an einer auf dem Bergfriedhof Kessenich aufgefundenen Leiche aufgeklärt.[11]